# Ганджам (округ)
Ганджам (англ. Ganjam) — округ в индийском штате Орисса. Образован в 1794 году. Административный центр — город Чхатрапур. Крупнейший город — Берхампур. Площадь округа — 8070 км². По данным всеиндийской переписи 2001 года население округа составляло 3 160 635 человек. Уровень грамотности взрослого населения составлял 60,8 %, что немного выше среднеиндийского уровня (59,5 %). Доля городского населения составляла 17,6 %.
В 1992 году из части территории округа был создан округ Гаджапати.